# 紀元前352年
紀元前352年（きげんぜん352ねん）は、ローマ暦の年である。
当時は、「ポプリコラとルティルスが共和政ローマ執政官に就任した年」として知られていた（もしくは、それほど使われてはいないが、ローマ建国紀元402年）。紀年法として西暦（キリスト紀元）がヨーロッパで広く普及した中世時代初期以降、この年は紀元前352年と表記されるのが一般的となった。

## 他の紀年法
- 干支 : 己巳
- 日本
  - 皇紀309年
  - 孝安天皇41年
- 中国
  - 周 - 顕王17年
  - 秦 - 孝公10年
  - 楚 - 宣王18年
  - 斉 - 威王5年
  - 燕 - 文公10年
  - 趙 - 成侯23年
  - 魏 - 恵王18年
  - 韓 - 昭侯11年
- 朝鮮
  - 檀紀1982年
- ベトナム :
- 仏滅紀元 : 193年
- ユダヤ暦 :

## できごと

### ギリシア
- マケドニア王ピリッポス2世は、フォキス勢に対する攻勢に2度失敗したあと、クロコスの戦い (Battle of Crocus Field) で大勝利を収め、フォキス勢を南方へ追い落とした。フォキス方に加勢するアテナイとスパルタの軍勢が到着すると、ピリッポスはテルモピュライで侵攻を止めた。アテナイ勢がこの狭隘な路を占拠したため、ピリッポスはギリシア中央部へは侵入しなかった。フォキス方の将軍オノマルコスは、傭兵たちへの支払いに充てるため、デルポイの神殿の秘宝を略奪していたが、ピリッポスはクロコスにおける勝利によって、アポローンの名における正当な復讐者としての立場を得た。討ち死にしたオノマルコスの遺体は磔にされ、捕虜となったフォキス勢は、神殿を略奪した者への儀礼的処刑として溺死させられた。
- ピリッポスは、次にトラキアへと転進した。トラキア侵攻は成功し、この地の支配権を掌握し、トラキア王ケルソブレプテス (Cersobleptes) の息子を人質として連れ去った。テッサリアにおける勝利によって、ピリッポスは、テッサリア同盟の盟主（アルコン）となった。
（以上のできごとは紀元前353年にあったとする見解もある[1]。）

### 中国
- 魏と韓の軍が襄陵を包囲していた斉・宋・衛の連合軍を撃破した（襄陵の戦い）。斉の威王は楚に仲介を依頼し、楚は景舎を派遣して講和を求めさせた。魏の恵王は斉や宋と会合した。
- 秦の大良造の商鞅が魏を攻撃し、安邑を包囲して降した。
- 秦の孝公を咸陽城（中国語版）を(現·咸陽市)に造り、都をここに移した。